# Fîsunî (Runivșciîna), Poltava
Fîsunî (în ucraineană Фисуни) este un sat în comuna Runivșciîna din raionul Poltava, regiunea Poltava, Ucraina.

## Demografie
Componența lingvistică a localității Fîsunî
     Ucraineană (100%)
Conform recensământului din 2001, toată populația localității Fîsunî era vorbitoare de ucraineană (100%).